# Самсонов, Григорий Валентинович
Григорий Валентинович Самсонов (15 февраля 1918, Пушкин, Ленинградская область — 22 декабря 1975, Киев) — советский учёный в области химии и технологии неорганических материалов.

## Биография
Родился в г. Пушкин (Ленинградская область).
По окончании Московского института тонкой химической технологии (1940) работал на различных должностях в России, с 1956 — на Украине в Институте металлокерамики и специальных сплавов АН УССР, 1961-63 — глава отдела технических наук АН УССР, с 1962 — профессор Киевского Политехнического Института, с 1961 — член-корреспондент АН УССР.
Диапазон научных интересов Григория Валентиновича Самсонова чрезвычайно широк. Ему принадлежат основополагающие работы в области химической связи тугоплавких соединений, которые легли в основу научной концепции создания композиционных материалов на основе тугоплавких соединений с необходимыми свойствами. Выполненные им фундаментальные исследования по физической химии тугоплавких соединений стали основой для производства и применения около 500 таких веществ в промышленных масштабах.
Г. В. Самсоновым опубликовано 1400 научных трудов, около 50 монографий и справочников. В мире практически нет монографий по вопросам изучения тугоплавких соединений, в которых не вспоминали бы его работы, и сегодня его работы имеют высокий индекс цитирования.
Г. В. Самсонов подготовил 170 кандидатов наук и 20 докторов наук, получил мировое признание, был членом многих международных научных изданий, стоял у истоков создания Международного института науки спекания, награждён высшей наградой Международного Планзеевского общества порошковой металлургии и медалью им. С. И. Вавилова, основан премию им. Г. В. Самсонова за лучшую статью в журнале «Science of Sintering».
В 1968 году ему присвоено звание заслуженного деятеля науки и техники УССР, в 1972 г. стал лауреатом Государственной премии УССР, отмечен премиями им. Е. О. Патона, им. П. Г. Соболевского, им. Д. И. Менделеева, был избран почётным членом Сербского химического общества, Высшей технической школы в Вене, Международного института науки спекания.
Г. В. Самсонов воспитал блестящую плеяду научных и педагогических кадров, руководителей НДУ и промышленных предприятий.